# Hastatobythites arafurensis
Hastatobythites arafurensis är en fiskart som beskrevs av Machida, 1997. Hastatobythites arafurensis ingår i släktet Hastatobythites och familjen Bythitidae. Inga underarter finns listade i Catalogue of Life.